# Dolenja vas pri Mirni Peči
Dolenja vas pri Mirni Peči is een plaats in Slovenië en maakt deel uit van de gemeente Mirna Peč in de NUTS-3-regio Jugovzhodna Slovenija. De plaats telde 101 inwoners op 1 januari 2020.